# Старо (Дмитровський міський округ)
Ста́ро (рос. Старо) — присілок у складі Дмитровського міського округу Московської області, Росія.
Стара назва — Старе.

## Населення
Населення — 28 осіб (2010; 21 у 2002).
Національний склад (станом на 2002 рік):
- росіяни — 100 %